# غارنت وود
غارنت وود هو فلاح وسياسي أسترالي، ولد في 1 يوليو 1888 في فريمانتل في أستراليا، وتوفي في 3 يناير 1952 في برث في أستراليا. نشط حزبياً في Western Australian National Party ‏.